# 대한민국의 기 목록
1945년 8월 15일부터 현재까지의 대한민국의 기 목록이다.

## 국기
| 국기 | 기간                               | 용도                                      | 설명 |
| ---- | ---------------------------------- | ----------------------------------------- | --- |
|      | 1948년 8월 15일 – 1949년 10월 14일 | 대한민국 국기(태극기)                     | 1대 국회에서 디자인했다.                                                                                             |
|      | 1949년 10월 15일 – 1984년 2월 20일 | 대한민국 국기(태극기)                     | 1949년 10월에 문교부에서 디자인했다. 정확한 색상은 명시되지 않았다.                                                  |
|      | 1984년 2월 21일 – 1997년 10월 14일 | 대한민국 국기(태극기)                     | 1984년 2월에 대한민국 국기에 관한 규정이 제정됨에 따라 정부에서 색상을 다시 지정했다. 정확한 색상은 명시되지 않았다. |
|      | 1997년 10월 15일 – 2011년 5월 29일 | 대한민국 국기(태극기)                     | 1997년 10월에 정부가 대통령령을 통해 국기의 정확한 색상을 공식화했다.                                                |
|      | 2011년 5월 30일 – 현재             | 2011년 5월에 정부가 색상을 다시 지정했다. | |

## 정부기
| 기 | 기간              | 용도                   | 설명                                                                                     |
| -- | ----------------- | ---------------------- | ---------------------------------------------------------------------------------------- |
|    | 1967년–현재       | 대통령기               | 봉황 두 마리와 그 아래에 금색 무궁화 꽃이 그려져 있다. 2020년에 디자인을 업그레이드했다. |
|    | 1988년–현재       | 국무총리기             | 금색 무궁화 꽃에 무궁화 꽃 휘장으로 상감했다.                                            |
|    | 1949년–2016년 3월 | 대한민국 정부기        | 무궁화 꽃 휘장 안에 한글로 '정부'라고 새겨져 있다. 1988년에 디자인을 업그레이드했다.     |
|    | 2016년 3월–현재   | 대한민국 정부기        | 태극무늬 휘장 아래에 한글로 '대한민국 정부'라고 새겨져 있다.                             |
|    | 2022년–2025년 6월 | 대통령실기             |                                                                                          |
|    | 2025년 6월–현재   | 대통령실기             |                                                                                          |
|    | 2005년–현재       | 경찰청기               | 경찰청의 휘장 아래에 한글로 '경찰청'이라고 새겨져 있다.                                  |
|    | 2009년–현재       | 해양경찰청기           | 해양경찰청의 휘장 아래에 한글로 '해양경찰청'이라고 새겨져 있다.                          |
|    | 2004년–현재       | 검찰청기               | 검찰청의 휘장 아래에 한글로 '검찰', 영어로 'Prosecution Service'라고 새겨져 있다.        |
|    | ?–2018년          | 중앙선거관리위원회기   | 무궁화 꽃 휘장 안에 한자로 '選'(선)이라고 새겨져 있다.                                   |
|    | 2018년–현재       | 중앙선거관리위원회기   | 무궁화 꽃 휘장 안에 한글로 '선거'라고 새겨져 있다.                                       |
|    | 1998년–현재       | 감사원기               |                                                                                          |
|    | 2001년–현재       | 국가인권위원회기       |                                                                                          |
|    | 2022년–현재       | 고위공직자범죄수사처기 |                                                                                          |
|    | 1949년–2016년     | 이북5도위원회기        | 금색 테두리를 두른 하얀색 무궁화 꽃 휘장과 파란색 지표가 겹쳐져 있다.                    |
|    | 2016년–현재       | 이북5도위원회기        | 태극무늬 휘장 아래에 한글로 '이북5도위원회'라고 새겨져 있다.                             |
|    | 1948년–2014년     | 국회기                 |                                                                                          |
|    | 2014년–현재       | 국회기                 |                                                                                          |
|    | 1978년–현재       | 법원기                 |                                                                                          |
|    | 1988년–2017년     | 헌법재판소기           |                                                                                          |
|    | 2017년–현재       | 헌법재판소기           |                                                                                          |

## 군기
| 군기 | 기간        | 용도                | 설명                                                                                             |
| ---- | ----------- | ------------------- | ------------------------------------------------------------------------------------------------ |
|      | 1948년–현재 | 국방부기 / 국군기   | 국방부(국군)의 휘장에 빨간 바탕으로 되어 있다.                                                   |
|      | ?–현재      | 국방부 장관 상징기  |                                                                                                  |
|      | ?–현재      | 국방부 차관 상징기  |                                                                                                  |
| 150x | ?–현재      | 합동참모의장 상징기 |                                                                                                  |
|      | 1946년–현재 | 육군기              | 육군 휘장에 위에 흰 바탕, 아래에 파란 바탕으로 되어 있다.                                        |
|      | ?–현재      | 육군참모총장 상징기 |                                                                                                  |
|      | ?–현재      | 육군 대장 상징기    |                                                                                                  |
|      | ?–현재      | 육군 중장 상징기    |                                                                                                  |
|      | ?–현재      | 육군 소장 상징기    |                                                                                                  |
|      | ?–현재      | 육군 준장 상징기    |                                                                                                  |
|      | 1955년–현재 | 해군기              | 파란 바탕 안에 흰 칸톤 안에 해군 휘장이 있다.                                                    |
|      | ?–현재      | 해군참모총장 상징기 |                                                                                                  |
|      | ?–현재      | 해군 대장 상징기    |                                                                                                  |
|      | ?–현재      | 해군 중장 상징기    |                                                                                                  |
|      | ?–현재      | 해군 소장 상징기    |                                                                                                  |
|      | ?–현재      | 해군 준장 상징기    |                                                                                                  |
|      | 1952년–현재 | 공군기              |                                                                                                  |
|      | ?–현재      | 공군참모총장 상징기 |                                                                                                  |
|      | ?–현재      | 공군 대장 상징기    |                                                                                                  |
|      | ?–현재      | 공군 중장 상징기    |                                                                                                  |
|      | ?–현재      | 공군 소장 상징기    |                                                                                                  |
|      | ?–현재      | 공군 준장 상징기    |                                                                                                  |
|      | 1952년–현재 | 해병대기            | 미 해병대 깃발과 유사한데, 이는 대한민국 국군의 창설 이후 한·미 동맹의 막강한 영향력을 보여준다. |
|      | ?–현재      | 해병대사령관 상징기 |                                                                                                  |
|      | ?–현재      | 해병 중장 상징기    |                                                                                                  |
|      | ?–현재      | 해병 소장 상징기    |                                                                                                  |
|      | ?–현재      | 해병 준장 상징기    |                                                                                                  |
|      | 1968년–현재 | 예비군기            |                                                                                                  |

## 지방자치단체의 기
| 기 | 기간          | 용도       | 설명 |
| -- | ------------- | ---------- | ---- |
|    | 1991년–2014년 | 지방의회기 |      |
|    | 2014년–현재   | 지방의회기 |      |

## 같이 보기
- 한국의 기 목록